# Afereza (jezikoslovje)
Afereza je v glasoslovju in jezikoslovju vrsta glasovne spremembe, v kateri se izgubi začetni glas (primer: oralo → ralo). V splošnejšem pomenu besede se nanaša na izgubo kakršnegakoli začetnega glasu (vključno s soglasniki). Za izgubo nenaglašenega samoglasnika se uporablja izraz afeza. Izraz izhaja iz latinske besede 'aphaeresis', ki izvira iz starogrškega ἀφαίρεσις, ki je sestavljenka iz ἀπό, apo, dob. »stran« in αἱρέω, haireo dob. »vzeti«. Nasproten pojav, izpust glasov na koncu besede, imenujemo apokopa.